# Бронхоектатична хвороба
Бронхоектати́чна хворо́ба (також Бронхоектазія) — захворювання, яке характеризується виникненням невеликих циліндричних або мішечкуватих розширень — бронхоектазів. Одним з найважливіших проявів її є Клінічні прояви легеневої інфекції. Важлива роль у виникненні цієї хвороби належить місцевій обструкції бронхів, їхній уродженій неповноцінності внаслідок недорозвинення хрящової тканини, спадковим дефектам структури і функції війок миготливого епітелію, муковісцидозу і селективному дефіциту IgA. Входить до збірного поняття «хронічна обструктивна хвороба легень».

## Етіологія
- генетично зумовлена неповноцінність стінки бронхів;
- бронхолегенева інфекція;
- порушення прохідності бронхів з розвитком обтураційних ателектазів.

### Сприяючі чинники
- назофарингеальна інфекція;
- зниження захисних механізмів органів дихання;
- вроджені дефекти розвитку легень.

## Патогенез
Бронхоектатична хвороба — це вторинне захворювання після тяжкої бактеріальної інфекції, перенесеної в дитинстві, досить часто виникає як ускладнення на тлі хронічного бронхіту, після коклюшу та кору, повторних пневмоній.
Серед найбільш ймовірних патогенетичних моментів розвитку бронхоектазів вирішальне значення мають запалення дихальних шляхів і порушення бронхіальної прохідності внаслідок закупорки або обструкції бронха. Кожен з цих факторів може стати пусковим для утворення бронхоектазів. У ряді випадків у формуванні бронхоектазів, очевидно, мають значення ателектаз легеневої тканини, фіброз паренхіми. Бронхоектатична хвороба може бути зумовлена бронхіальним розтягуванням, що спричинює скупчення гною за межами ушкодження, яке закупорює головний бронх (наприклад, туберкульозний лімфаденіт, сторонній предмет, який потрапив із вдихом, бронхіальна карцинома). До факторів, які спричинюють бронхоектази у випадку муковісцидозу, належить повторна інфекція та хронічна обструкція в'язким слизом. Бронхоектази можуть бути, хоча і рідко, наслідком природженої війчастої дисфункції, що є, наприклад, ознакою тріади Картагенера (бронхоектази, синусит, транспозиція внутрішніх органів). Бронхоектатичну хворобу спричинюють настільки багато факторів, через що важко визначити, якого віку пацієнти найбільш схильні до неї.
Бронхоектази розташовуються зазвичай у нижніх частках легень, частіше зліва. Бронхоектазна порожнина може бути вистелена грануляційною тканиною, плоским епітелієм чи нормальним війчастим епітелієм. Можливі запальні зміни у глибоких шарах бронхіальної стінки, а також гіпертрофія бронхіальних артерій. У легеневій тканині спостерігаються хронічні запальні та фіброзні зміни.

## Клінічні ознаки
Бронхоектатична хвороба здатна уразити будь-яку частину легенів, проте ефективне гравітаційне дренування верхніх їхніх часток призводить до менш серйозних ознак і ускладнень, ніж коли бронхоектази виникають у нижніх частках легенів.
Розрізняють безсимптомні форми (часто нерозпізнані) й явно виражені з кашлем, що супроводиться виділенням мокротиння. Деякі клінічні ознаки дозволяють запідозрити захворювання ще до проведення спеціальних обстежень. Характерними є часті респіраторні захворювання з раннього дитинства схильність до застуд з короткочасними нездужанням 3-7 днів і наступним тривалим субфебрилітет
ом. Явні прояви захворювання можуть виявлятися у віці від 5 до 25 років.
Через скупчення гною в бронхоектазах типовою є скарга на хронічний продуктивний кашель у вигляді періодичного нездужання з появою або почастішанням кашлю із виділенням мокротиння, кількість якого поступово збільшується. Найбільше його виділяється вранці, в певних положеннях тіла (дренажні положення на здоровому боці, при нахилі вперед, «збиранні» грибів, в положенні Квінке). Добова кількість мокротиння може бути від 30-50 до 500 мл. Мокротиння може виділятися «повним ротом», має неприємний запах і при відстоюванні поділяється на 3 шари: верхній пінистий, середній і нижній гнійний.
Кровохаркання часта, іноді єдина ознака, з часом може перейти в легеневу кровотечу.
Частою ознакою є гарячка неправильного типу, яка щезає при відходженні мокротиння у великій кількості. У деяких хворих виявляється тривале підвищення температури до субфебрильних цифр.
Ознаки інтоксикації: зниження працездатності, швидка втомлюваність, пригнічений настрій виявляються у періоді загострення захворювання, хворі втрачають вагу.
При огляді — шкіра сірого забарвлення, виявляють стоншені нігті у вигляді годинникових скелець, змінюються нігтьові фаланги пальців рук, набуваючи вигляду «барабанних паличок».
Вже на ранніх стадіях захворювання перкуторно виявляють ділянки звуку з коробковим відтінком, обмеження екскурсії легень, за наявності вогнищевого запалення виявляється притуплення ясного легеневого звуку. Аускультативні зміни мозаїчні, певне значення має вислуховування на фоні жорсткого дихання вологих різнокаліберних хрипів, які зникають при ремісії захворювання.

## Клінічний перебіг
Виділяють три періоди:
- безсимптомний, з явищами нерізко вираженого бронхіту;
- періодичні рецидиви з клінічними проявами;
- хронічне нагноєння і хронічна інтоксикація.

Для захворювання характерними є сезонні (осінньо-весняні) загострення. Процес тривало залишається обмеженим.

## Ускладнення
Виникають при прогресуванні захворювання. До внутрішньолегеневих ускладнень відносять: пневмонію, абсцес, гангрену легень, емфізему легень, легеневу кровотечу. До позалегеневих ускладнень відносять: амілоїдоз, абсцес мозку, артропатію.

## Діагностика
При дослідженні периферичної крові в період загострення виявляють лейкоцитоз, нейтрофільоз, прискорення ШОЕ. 
Дослідження мокротиння важливе для визначення антибіотикограми мікрофлори. Проводять бактеріологічний посів мокрртиння, мікологічний аналіз його, бактеріоскопічне виявлення збудника туберкульозу. Застосовують такий порядок до всіх пацієнтів, але особливо вони потрібні у випадку, коли бронхоектази поєднуються з муковісцидозом, або тоді, коли пацієнт отримав повторний курс антибіотиків.
Вирішальне значення в діагностиці захворювання має рентгенологічне обстеження. Тільки у частини хворих виявляють стільниковий легеневий малюнок у нижніх сегментах легень. Більш інформативною є томографія легень, виконана на різній глибині. Діагноз підтверджують бронхографічно. Проводять поетапне контрастування обох легень після ретельної санації бронхіального дерева і максимального зняття загострення. Лише бронхоскопія / графія та комп'ютерна рентгенівська томографія дозволяють надійно веріфікувати бронхоектатичну хворобу. З діагностичною метою проводять бронхоскопію, при якій виявляють морфологічні зміни стінок бронхів.  Бронхоектази, якщо вони не прогресують, непомітні на звичайних рентгенографічних зображеннях грудної клітки. У випадку прогресуючої хвороби відзначають кістозні бронхоектазні простори. Очевидні патологічні зміни на рентгенограмах виявляються при поєднанні бронхоектатичної хвороби з легеневою інфекцією та/або при колапсі легенів. 

## Лікування
Одним з провідних направлень у лікуванні бронхоектатичної хвороби є постуральне дренування. Мета його полягає в щонайбільше повній евакуації гною та харкотиння із бронхоектазів і утримання їх порожніми. Ефективне дренування має велике значення для зменшення кашлю та харкотиння, а також запобігання повторній бронхолегеневій інфекції.
У своїй найпростішій формі постуральне дренування полягає в тому, щоб вибрати для хворого таке положення тіла, при якому частка легені, що підлягає дренуванню, була б розташована якнайвище. Тоді харкотиння та гній із бронхоектазів переміщатимуться у напрямку трахеї, з якої все це вичищається завдяки енергійному прокашлюванню. Постукування кулаками самим хворим по грудній клітці полегшує переміщення харкотиння. Існують також механічні пристрої, що зумовлюють коливання стінки грудної клітки. Оптимальна тривалість та частота постурального дренування залежать від кількості харкотиння, але для більшості пацієнтів мінімум становить 5-10 хвилин щонайменше 12 разів / добу. Важливим є призначення засобів, які додатково сприяють відходженню харкотиння: масаж грудної клітки, муколітики тощо.
Для більшості пацієнтів тактика використання антибіотиків не відрізняється від такої у випадку хронічного бронхіту. Але в окремих осіб, особливо з муковісцидозом, виникають проблеми у такому лікуванні, що спричинює вторинна інфекція, зокрема стафілококи і грамнегативні бактерії, часто — псевдоодноклітинні мікроорганізми. У такій ситуації застосовують ципрофлоксацин — 250—750 мг 2 рази/добу перорально або цефтазидим — 100—150 мг/кг щодобово у трьох поділених дозах шляхом внутрішньовенної ін'єкції чи інфузії. У більш тяжких ситуаціях призначають «легеневі» фторхінолони (левофлоксацин, гатіфлоксацин, моксифлоксацин). Бронхи деяких пацієнтів колонізують також Aspergillus fumigatus. Лікувальні бронхоскопії дозволяють вводити антибіотики місцево, що значно підвищує ефективність лікування.
Єдиним радикальним методом лікування є резекція ураженої ділянки легень. Хірургічний метод використовують при обмеженому процесі й за відсутності протипоказань. На жаль, для більшості пацієнтів, лікування яких лікарськими засобами виявилося невдалим, резекція також непридатна внаслідок занадто великої протяжності бронхоектазів і через те, що більшість симптомів зумовлена супутнім хронічним бронхітом. Найкращі прогнози для хірургічної резекції мають діти та дорослі пацієнти молодого віку, в яких бронхоектази однобічні й обмежуються однією часткою легень або частиною частки. Якщо планується хірургічна операція, бажано зробити бронхографію для точного визначення протяжності бронхоектазів, слід чітко окреслити усі сегменти обох легенів і ретельно оцінити легеневу функцію. Резекція ділянок бронхоектатичної легені не відіграє ніякої ролі в лікуванні прогресуючих форм бронхоектатичної хвороби, наприклад, поєднаної з війчастою дисфункцією та муковісцидозом. Проте трансплантація серця та легенів виявилася вдалою у пацієнтів з муковісцидозом з бронхоектазами.

## Профілактика
Через те, що бронхоектатична хвороба виникає, як правило, в дитинстві після перенесених інфекційних хвороб з ураженням дихальної системи, неабиякого значення набувають належні профілактичні заходи та своєчасне повноцінне їх лікування. Вкрай важливим є раннє розпізнавання та адекватне лікування пацієнтів з бронхіальними порушеннями.